# Jutta Ditfurth
Jutta Gerta Armgard von Ditfurth (Wurzburgo, 29 de septiembre de 1951) es una socióloga, escritora y política ecologista radical alemana. Nacida en la noble Casa de Ditfurth, cuyos miembros habían sido nobles ministeriales investidos con títulos y cargos administrativos hereditarios en varias regiones de las actuales Sajonia-Anhalt y Baja Sajonia y en otras partes del Sacro Imperio Romano Germánico. Es hija del médico y científico alemán Hoimar von Ditfurth y hermana del historiador Christian von Ditfurth. En 1978 intentó cambiar su nombre legalmente para eliminar la partícula nobiliaria "von" y convertirse sencillamente en Jutta Ditfurth, pero las autoridades le negaron el cambio. Sin embargo, es conocida en toda Alemania por su nombre "no noble" elegido por ella.

## Biografía
Ditfurth estudió historia del arte, sociología, ciencias políticas, historia económica y filosofía en Alemania, Escocia y Estados Unidos, en las universidades de Heidelberg, Hamburgo, Freiburg, Glasgow, Detroit y Bielefeld. Se graduó como socióloga en 1977. Ha trabajado como socióloga, periodista y escritora.

## Política

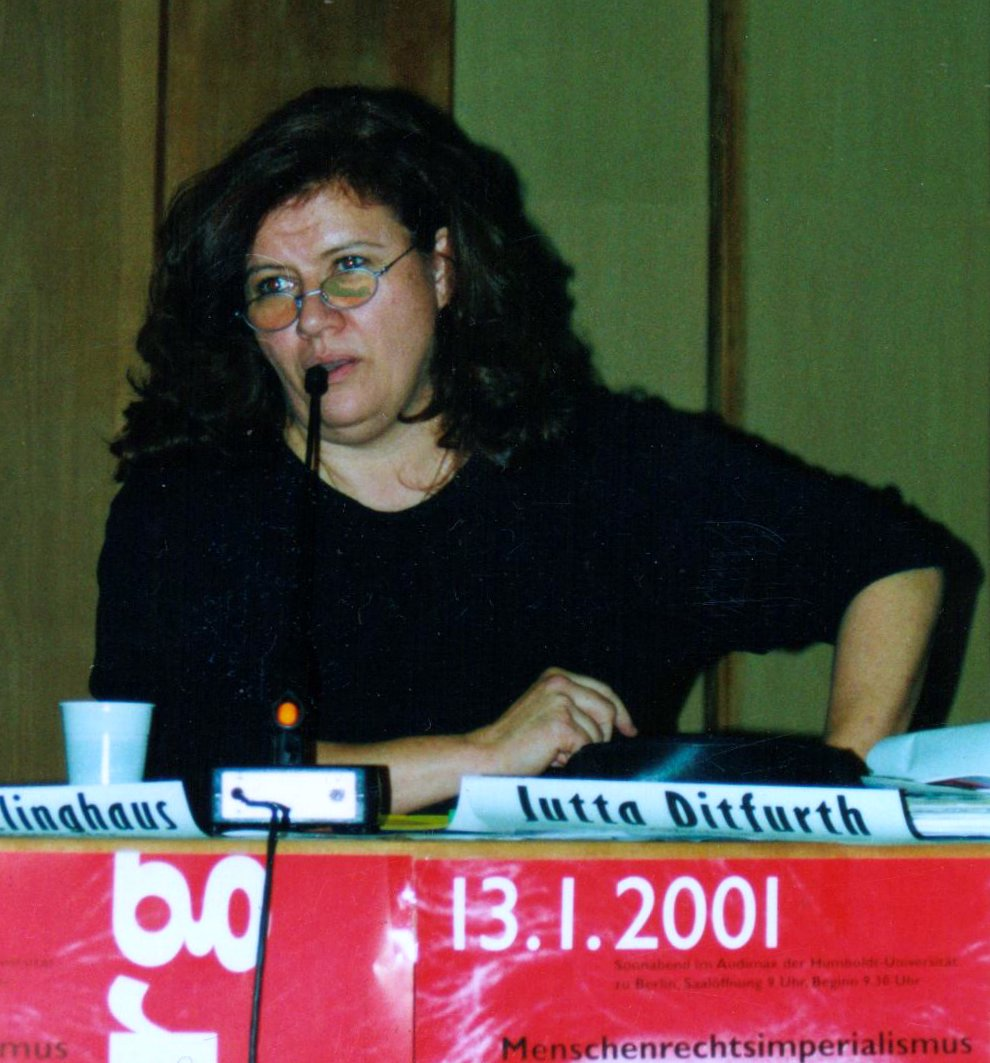
Ditfürth en 2001

Ha sido políticamente activa dentro de la Nueva Izquierda desde principios de la década de 1970, uniéndose a grupos internacionalistas y feministas, además de participar en el naciente movimiento verde y antinuclear. En 1980, se convirtió en miembro del recién fundado Partido Verde Alemán y desde 1984 hasta 1988 fue una de los tres líderes del partido. En diciembre de 1988, la convención nacional "Bundesdelegiertenkonferenz" del partido votó, con 214 votos a favor y 186 en contra, el fin del liderazgo de Ditfurth. Hacia finales de la década de 1980, se volvió muy crítica con la trayectoria posterior del Partido Verde alemán, al que describió como contrarrevolucionario, jerárquico y nepotista. Dejó los Verdes en 1991.
Fue candidata en una lista internacional del partido griego de izquierdas Nueva Corriente de Izquierda durante las elecciones europeas de 1999, desde el que realizó una campaña muy crítica con la participación militar de Alemania y de la OTAN en la guerra de Kosovo, pero no obtuvo suficientes votos para conseguir un escaño en el Parlamento Europeo. En 2000 cofundó el partido alemán Izquierda Ecológica del que sigue siendo miembro y con cuya candidatura ganó un escaño en el parlamento de la ciudad de Frankfurt en 2001 y en 2011. En 2007, publicó una biografía de Ulrike Meinhof, miembro de la Facción del Ejército Rojo. 

## Publicaciones
- Der Baron, die Juden und die Nazis. Reise in eine Familiengeschichte. ("The Baron, the Jews, and the Nazis: Journey Into a Family History"), Hoffmann und Campe, Hamburg, 2013, ISBN 978-3-455-50273-2 (on her family ties to Nazism prior to 1945)
- Zeit des Zorns. Warum wir uns vom Kapitalismus befreien müssen [German] ("Time of Anger: Why We Must Free Ourselves from Capitalism"). Westend Verlag, Frankfurt/Main. 2012. ISBN 978-3-86489-027-7.
- Zeit des Zorns: Streitschrift für eine gerechte Gesellschaft. [German] (Time of Anger: The Argument for a Just Society"). Droemer Knaur, München. 2009. ISBN 978-3-426-27504-7.
- «Zahltag, Junker Joschka! (Payday, Junker Joschka!) – German pdf». Archivado desde el original el 17 de septiembre de 2017. Consultado el 20 de enero de 2013.
- Ulrike Meinhof: Die Biographie (en alemán). Ullstein Verlag GmbH. 2007. ISBN 978-3-550-08728-8.
- Entspannt in die Barbarei: Esoterik, (Öko-)Faschismus und Biozentrismus ("Stress-Relieved Ways Into Barbarism: Esotericism, (Eco-)Fascism, and Biocentrism"). Konkret Literatur. 1996. ISBN 978-3-89458-148-0. [German] (on the political trajectory of the Green Party which she criticizes ever since leaving them)
- Lebe wild und gefährlich. Radikalökologische Perspektiven. [German] (Live Wild and Dangerous. Radical Ecological Perspectives"). Kiepenheuer & Witsch, Köln. 1991.
- Träumen, Kämpfen, Verwirklichen. Politische Texte bis 1987. [German] ("Dreams, Struggles, Implementations: Political Writings until 1987"). Kiepenheuer & Witsch, Köln. 1988. ISBN 3-462-01903-1.
- with Rose Glaser (1987). Die tägliche legale Verseuchung unserer Flüsse und wie wir uns dagegen wehren können, Ein Handbuch mit Aktionsteil. [German] ("The Daily Legal Pollution of Our Rivers and How to Defend Ourselves Against It. An Action Handbook."). Rasch und Röhring, Hamburg/Zürich. ISBN 3-89136-163-7.